# Konrad Zöllner von Rotenstein
Konrad Zöllner von Rotenstein (né vers 1325, mort le 20 août 1390 à Christburg), est le vingt-troisième grand maître (magister generalis) de l’ordre Teutonique de 1382 à 1390.

## Biographie
Konrad Zöllner est issu d'une famille de chevaliers, les Zollner von Rottenstein (de) seigneurs du château de Rottenstein (de). Sa carrière au sein de l'ordre Teutonique démarre en 1353, quand il est nommé procurateur de Preußisch Mark (Przezmark (pl)) et un plus tard commandeur de Christburg (Dzierzgoń). Il est ensuite nommé, en 1368, commandeur de Danzig et grand-hospitalier, commandeur de Christburg en 1372.
Bien qu'il n'ait pas entretenu de relations particulières avec d'influents personnages au sein de l'Ordre et qu'il soit jusque-là dépourvu d'expérience politique, c'est lui qui est choisi comme grand maître pour succéder à Winrich von Kniprode, en 1382. Arrivé à ce poste, sa première préoccupation est de maintenir l'ordre à l'intérieur de l'État Teutonique. Aussi confie-t-il le commandement de l'armée et la gestion de la guerre avec le grand-duché de Lituanie à Konrad von Wallenrode qui est fait commandeur de Kœnigsberg.
Konrad Zöllner réforme les divisions administratives de la Prusse, en favorisant la colonisation des régions inhabitées. Il fonde l'université de Kulm (Chełmno). Durant son magistère, la Lituanie est christianisée et Ladislas II Jagellon devient roi de Pologne. À la fin de sa vie, il s'appliquera vainement à briser l’union de Pologne-Lituanie et de provoquer une guerre entre les grands-ducs de Lituanie, Vytautas et Ladislas II Jagellon.
Konrad Zöllner meurt à Christburg, le 20 août 1390. Il est inhumé à Marienbourg, dans la crypte des grands maîtres de l'ordre Teutonique.